# Uhrovské Podhradie
Uhrovské Podhradie (in ungherese: Zayváralja) è un comune della Slovacchia facente parte del distretto di Bánovce nad Bebravou, nella regione di Trenčín.